# Leon Głowacki
Pour les articles homonymes, voir Głowacki.
Leon Albert Głowacki (22 avril 1834 - 24 mars 1907), est un politicien polonais du XIXe siècle, il participe à l'insurrection de janvier 1863.